# Spiloxene minuta
Spiloxene minuta là một loài thực vật có hoa trong họ Hypoxidaceae. Loài này được (L.) Fourc. miêu tả khoa học đầu tiên năm 1932.